# Jan Olschowsky
Jan Olschowsky (sinh ngày 18 tháng 11 năm 2001) là một cầu thủ bóng đá người Đức chuyên nghiệp, chơi ở vị trí thủ môn cho câu lạc bộ Borussia Mönchengladbach ở giải Bundesliga. Anh từng chơi cho SV Glehn từ năm 2008 đến 2009 và đã chơi cho Borussia Mönchengladbach từ năm 2009.

## Sự nghiệp câu lạc bộ
Olschowsky bắt đầu sự nghiệp bóng đá của mình vào năm 2008 và tham gia đội trẻ của SV Glehn ở khu vực Glehn thuộc Korschenbroich. Vào tháng 7 năm 2009, anh chuyển đến Borussia Mönchengladbach và đã trải qua tất cả các đội trẻ của câu lạc bộ. Anh đã thi đấu 29 trận cho đội U17 Mönchengladbach trong Bundesliga U17 và 27 trận cho đội U19 Mönchengladbach trong Bundesliga U19. Vào ngày 13 tháng 10 năm 2018, anh có trận ra mắt cho Borussia Mönchengladbach II trong trận thắng 2-1 trước SV 19 Straelen khi anh 16 tuổi, trở thành thủ môn trẻ nhất ở Regionalliga West.
Vào tháng 7 năm 2020, Olschowsky ký hợp đồng chuyên nghiệp với Borussia Mönchengladbach kéo dài đến ngày 30 tháng 6 năm 2023. Vào ngày 27 tháng 9 năm 2022, anh lần đầu tiên có tên trong danh sách đội hình của đội một. Với việc cả thủ môn chính Yann Sommer và thủ môn dự bị Tobias Sippel không thể ra sân do chấn thương, Olschowsky đã có trận ra mắt Bundesliga trong trận đấu với VfL Bochum vào ngày 8 tháng 11 năm 2022. Mönchengladbach đã thua trận với tỉ số 2-1 và anh đã được cổ động viên bầu là cầu thủ xuất sắc nhất của câu lạc bộ trong trận đấu.

## Sự nghiệp quốc tế
Olschowsky đã thi đấu cho các đội trẻ quốc gia Đức ở các cấp độ U18, U19 và U20.